# Praktstövslända
Praktstövslända (Stenopsocus stigmaticus) är en insektsart som först beskrevs av Ludwig Imhoff och Jonas David Labram 1842.  Praktstövslända ingår i släktet Stenopsocus, och familjen glasvingestövsländor. Arten är reproducerande i Sverige.

## Bildgalleri

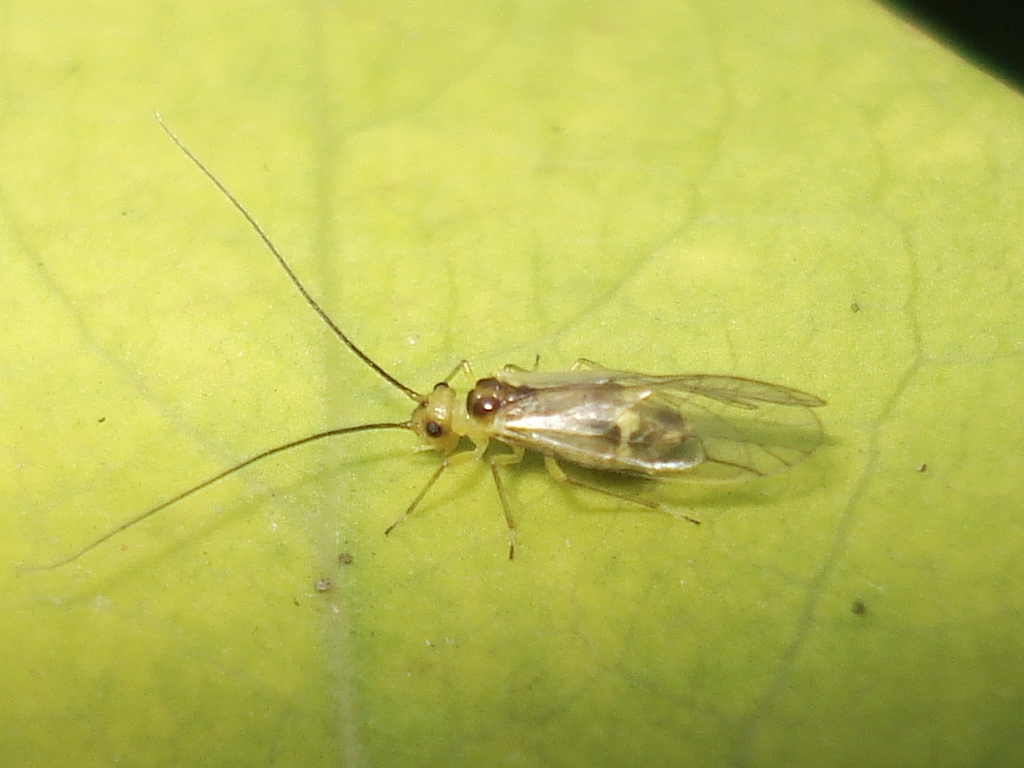